# Porsche Carrera GT
El Porsche Carrera GT es un automóvil superdeportivo producido por el fabricante alemán Porsche AG entre los años 2003 y 2006. Tiene motor central-trasero montado longitudinalmente y tracción trasera, con carrocería Targa de dos puertas biplaza.

## Historia
Su desarrollo se remonta a sus predecesores: los automóviles de carreras Porsche 911 GT1 '98 y Porsche LMP1-98, que fueron abandonados cuando el reglamento de la FIA y de ACO cambió en 1998.
Porsche había planeado inicialmente que el sustituto a ser estrenado en 1999 tendría un motor de seis cilindros en línea con turbocompresor, pero el proyecto se aplazó hasta el año 2000 para desarrollar un motor V10 atmosférico, el cual a su vez, era un proyecto abandonado que se había desarrollado secretamente en 1992 para el equipo Footwork de Fórmula 1. El motor fue resucitado para el prototipo de Le Mans y aumentado a 5.5 litros. Sin embargo, el proyecto del Gran Turismo de Le Mans fue cancelado a dos días del comienzo de pruebas de la primera unidad a mediados de 1999, sobre todo porque parte del equipo de ingenieros de Porsche que estaba trabajando en la división deportiva fue trasladado para desarrollar el Porsche Cayenne. También se especuló que el presidente del Grupo Volkswagen, Ferdinand Piëch, deseaba que el prototipo de Le Mans Audi R8 LMP no rivalizara con el Porsche en la temporada 2000.
Porsche modificó el diseño del proyecto y lo presentó como prototipo en el Salón del Automóvil de Ginebra de 2000. El interés del público y las ganancias del exitoso Cayenne, llevaron a que Porsche decidiera desarrollar una versión de calle de edición limitada.
Porsche comenzó a fabricar el Carrera GT en 2003 en la planta de Leipzig, Alemania y se puso a la venta en Estados Unidos el 31 de enero de 2004 a un precio de unos US$440 000 (equivalente a $709 767 en 2023). Originalmente se planeaba producir 1500 unidades, pero Porsche anunció en agosto de 2005 que se dejaría de fabricar en 2006. Hasta el 6 de mayo de 2006, se fabricaron 1270 unidades, de las cuales 604 fueron vendidas en los Estados Unidos. Porsche vendió más Carrera GT que el total combinado de la producción del McLaren F1, Ferrari Enzo y Pagani Zonda juntos.

## Mecánica
Por su parte, el vehículo del concepto original presentado era de 5.5 litros con 558 HP (566 CV; 416 kW) de potencia nominal. Porsche decía que aceleraría de 0 a 100 km/h (0 a 62 mph) en 2.89 segundos y alcanzaría una velocidad máxima de más de 320 km/h (199 mph), aunque las pruebas por carretera indicaron que en realidad, el coche puede alcanzar una velocidad máxima de 330 km/h (205 mph), acelerar de 0 a 100 km/h (0 a 62 mph) en 3.9 segundos y de 0 a 100 mph (0 a 161 km/h) en 6.8 segundos, mientras que hace el 0 a 200 km/h (0 a 124 mph) en 9.9 segundos. La única caja de cambios ofrecida era una manual de seis velocidades.
El pomo de la palanca de cambios era de madera de abedul y fresno, en homenaje a la de los Porsche 917 que ganaron en las 24 Horas de Le Mans.
| Materiales del motor                | Bloque y cabezas de aleaciones de aluminio                                     |
| Distribución                        | DOHC y 4 válvulas por cilindro (40 en total), con VANOS                        |
| Alimentación                        | Inyección multipunto secuencial Bosch Motronic ME 7.1.1, naturalmente aspirado |
| Sistema de lubricación              | Cárter seco                                                                    |
| Diámetro x carrera                  | 98 x 76 mm (3,86 x 2,99 pulgadas)                                              |
| Potencia máxima                     | 612 CV (604 HP; 450 kW) @ 8000 rpm                                             |
| Par máximo                          | 590 N·m (435 lb·pie) @ 5750 rpm                                                |
| Línea roja                          | 8400 rpm                                                                       |
| Relación de compresión              | 12.0:1                                                                         |
| Embrague                            | Cerámico en seco de doble plato                                                |
| Capacidad del tanque de combustible | 92 litros (24,3 galAm)                                                         |
| Emisiones de CO2                    | 429 g (15,1 onzas)/km, catalogado dentro de la EURO 4                          |

## Chasis y carrocería
El chasis monocasco y el subbastidor, están diseñados para colapsar después de la cabina en caso de accidente; además, estaban hechos íntegramente de fibra de carbono. El radiador era cerca de cinco veces más grande que el del Porsche 911 Turbo. A diferencia de algunos de sus rivales, el Carrera GT no ofrece control de estabilidad, pero sí control de tracción.
Los frenos de disco de 380 mm (15,0 pulgadas) están hechos de material cerámico pintados en amarillo, con el nombre de la marca Porsche y el cofreo trasero es de fibra de carbono. Al igual que otros modelos de la marca, el Carrera GT tiene un alerón trasero móvil que se despliega automáticamente al superar los 110 km/h (68 mph), el cual permite un mejor apoyo aerodinámico a altas velocidades, evitando así que pierda el control y se produzca sobreviraje.

## Incidentes

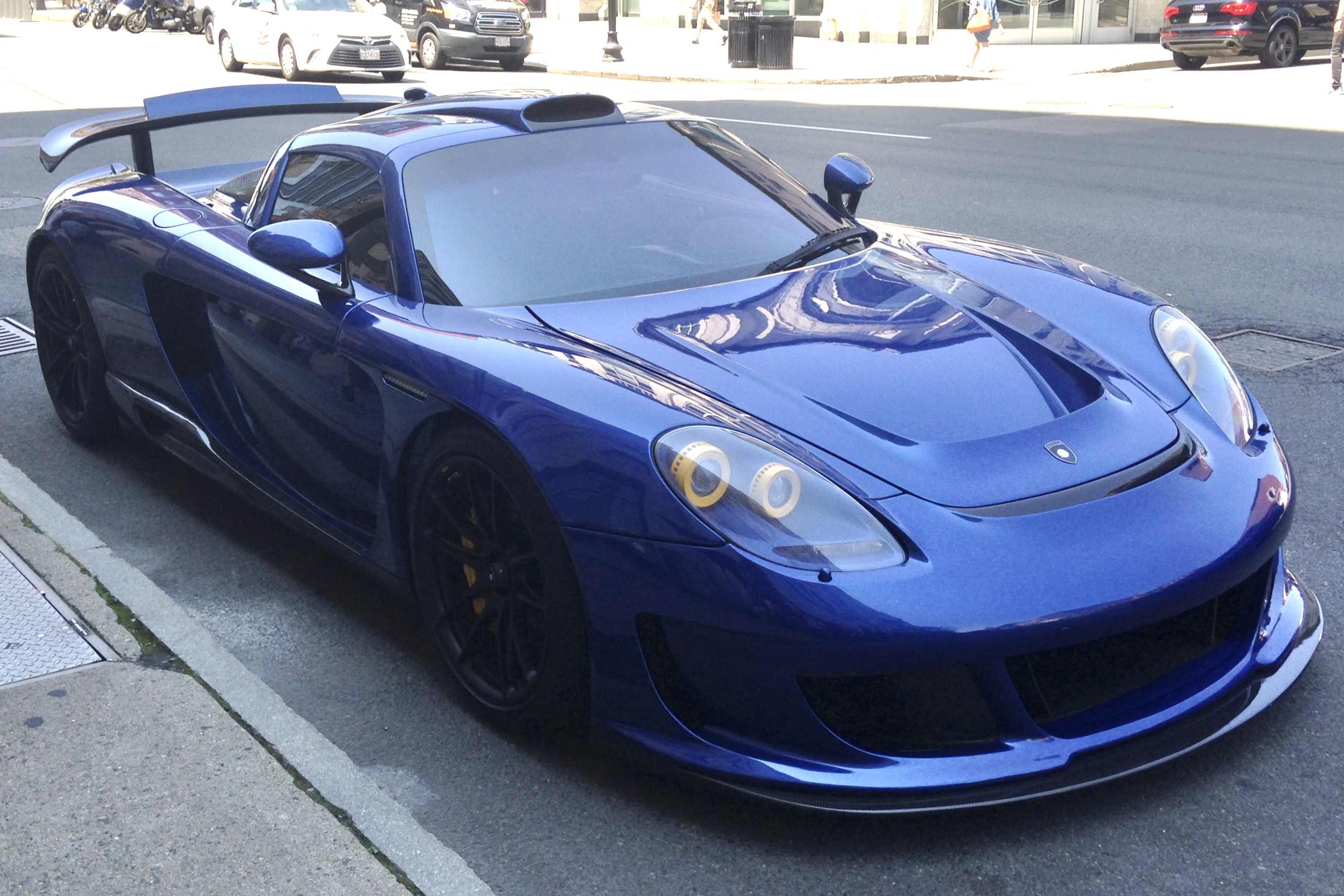
Gemballa Mirage GT

- En 2005, un choque que involucró a un Porsche Carrera GT durante un día en la pista del Club de Propietarios de Ferrari, mató a dos participantes del evento cuando chocaron contra la pared a más de 100 mph (161 km/h) mientras intentaban evitar que un Ferrari tomara la delantera.

- En 2008, Anthony Hamilton, padre del famoso piloto de Fórmula 1 Lewis Hamilton, pidió prestado el coche y al salir de su casa, quiso impresionar e intentó hacer una salida quemando llanta. No hubo que lamentar daños personales, el único afectado del suceso fue el Carrera GT, que aunque maltrecho, presenta daños totalmente reparables.[11]

- El 30 de noviembre de 2013, el actor Paul Walker fallecería junto con su socio Roger Rodas en un accidente automovilístico, a bordo de un Carrera GT rojo en Santa Clarita, California.[12]

- Durante la pandemia de COVID-19, en las calles de Nueva York, alrededor de las 7:30 A. M. hora local, hubo un accidente de un Gemballa Mirage Carrera GT, el cual es un paquete de personalización del Carrera GT del que solamente se han producido 25 unidades, cuya potencia máxima es de 670 CV (661 HP; 493 kW). El propietario Benjamin Chen aprovechó las calles vacías y, estando bajo los efectos del alcohol y drogas, perdió el control y chocó contra una minivan, dañando el frente y la parte trasera de su coche. Afortunadamente no hubo heridos y el responsable fue arrestado.[13]